# Kunitomi
Kunitomi (jap. 国富町 Kunitomi-chō) – miasto w Japonii, na wyspie Kiusiu, w prefekturze Miyazaki. Według danych na rok 2020 miejscowość zamieszkiwało 18 398 mieszkańców , a gęstość zaludnienia wyniosła 140,8 os./km².